# John Heffernan
John Heffernan (* 30. Juni 1981 in Billericay) ist ein britischer Schauspieler.

## Leben und Karriere
Heffernan wuchs in Billericay in Essex auf und ging dort auf eine staatliche Schule. Er entdeckte seine Begeisterung für das Theater durch die Serie Shakespeare: The Animated Tales und besuchte darauf regelmäßig Vorstellungen der Royal Shakespeare Company (RSC) im Barbican Centre. Als Teenager arbeitete er als Platzanweiser in Stratford-upon-Avon, später auch am Royal National Theatre (RNT). Zunächst wollte er Theaterkritiker werden und schrieb daher auch Besprechungen, während er auf der Schauspielschule war. Er lernte an der Webber Douglas Academy of Dramatic Art und kam daraufhin zunächst mit Statistenrollen zum English Touring Theatre, beginnend 2005 mit Hamlet. Danach spielte er hauptsächlich für die Royal Shakespeare Company und das Royal National Theatre. Beim Ian Charleson Award war er 2007 in König Lear mit der RSC nominiert und wurde 2008 Dritter. Seine erste führende Hauptrolle erhielt er 2013 als Edward II. beim RNT. Mit dieser Rolle war er für einen Evening Standard Theatre Award nominiert. Danach spielte er 2015 die Titelrollen in Macbeth und Oppenheimer für die RSC in der Weltpremiere eines Stücks über den Physiker Robert Oppenheimer. Michael Billington vom Guardian rezensierte, er könne sich diesen von niemandem besser gespielt vorstellen als von Heffernan, den die Rolle zum Star erhebe. Nach 2017 kehrte er 2022 für Much Ado about Nothing zum RNT zurück.
Im Fernsehen spielte Heffernan ab 2007 Episodenrollen und in Fernsehfilmen. Nebenrollen über mehrere Episoden hatte er etwa 2013 in Love & Marriage und 2015 in Jonathan Strange & Mr Norrell sowie Dickensian. 2017 verkörperte er in The Crown Baron Altrincham, 2020 in der Netflix-Miniserie  Dracula Jonathan Harker und 2022 in Becoming Elizabeth Edward Seymour.

## Theaterauftritte
- 2006: Much Ado about Nothing (Royal Shakespeare Company)
- 2007–2008: King Lear (RSC)
- 2007–2008: The Seagull (RSC)
- 2008: Major Barbara (Royal National Theatre)
- 2010: The Habit of Art (RNT)
- 2010: After the Dance (RNT)
- 2010: Love, Love, Love
- 2011: Emperor and Galilean (RNT)
- 2011: The Last of the Duchess (Hampstead Theatre)
- 2012: She Stoops to Conquer (RNT)
- 2012: The Physicists (Donmar Warehouse)
- 2012: Love and Information (Royal Court Theatre)
- 2013: The Hothouse (Trafalgar Studios)
- 2013: Edward II (RNT)
- 2015: Macbeth (Young Vic)
- 2015: Oppenheimer (RSC)
- 2015: an oak tree (RNT)
- 2017: Saint George and the Dragon (RNT)
- 2019: Pinter Seven: A Slight Ache / The Dumb Waiter (Harold Pinter Theatre)
- 2021: What If If Only (Royal Court Theatre)
- 2022: Much Ado about Nothing (RNT)

## Filmografie
- 2007: Holby Blue (1 Episode)
- 2008: King Lear (in Great Performances)
- 2009: Casualty 1909 (1 Episode)
- 2011: The Shadow Line (1 Episode)
- 2012: The Hollow Crown (2 Episoden)
- 2013: Murder on the Home Front (Fernsehfilm)
- 2013: Having You
- 2013: Love & Marriage (6 Episoden)
- 2014: Der Verdacht des Mr. Whicher (The Suspicions of Mr. Whicher, 1 Episode)
- 2014: Outlander (1 Episode)
- 2014: Ripper Street (4 Episoden)
- 2015: Foyle’s War (1 Episode)
- 2015: Sons of Liberty (Miniserie, 3 Episoden)
- 2015: Jonathan Strange & Mr Norrell (7 Episoden)
- 2015: Eye in the Sky
- 2015: Luther (2 Episoden)
- 2015–2016: Dickensian (13 Episoden)
- 2017: Loch Ness (The Loch, Miniserie, 5 Episoden)
- 2017: Das krumme Haus (Crooked House)
- 2017: The Crown (1 Episode)
- 2018: Collateral (Miniserie, 3 Episoden)
- 2019: Brexit – Chronik eines Abschieds (Brexit: The Uncivil War)
- 2019: Official Secrets
- 2020: Dracula (Miniserie, 1 Episode)
- 2020: Die Misswahl – Der Beginn einer Revolution (Misbehaviour)
- 2020: The Duke
- 2020: The Banishing
- 2021: The Pursuit of Love (Miniserie, 3 Episoden)
- 2022: Becoming Elizabeth (Miniserie, 8 Episoden)
- 2023: Lot No. 249
- 2024: This Town (Miniserie, 4 Episoden)
- 2024: Ein Gentleman in Moskau (A Gentleman in Moscow, Miniserie, 8 Episoden)